# 米澤城
米澤城（よねざわじょう）是位在山形縣米澤市（舊為出羽國置賜郡）的一座城。別名舞鶴城、松岬城。在鎌倉時代至安土桃山時代前後作為長井氏、伊達氏的居城，亦是江戶時代米澤藩之藩廳所在地。
米澤城的支城包含出羽國的鮎貝城、荒砥城、小國城、中山城、高畠城、館山城，以及陸奧國的福島城、大森城、梁川城、保原城。

## 歷史

### 鎌倉時代
據說在鎌倉時代曆仁元年（1238年），鎌倉幕府大臣大江廣元之次子長井時廣，在擔任出羽國置賜郡長景鄉的地頭時所建，之後約有150年間皆為長井氏的根據地。

### 室町時代
天授6年（1380年），伊達宗遠率領軍隊攻陷了米澤城

，以致到安土桃山時代，此城皆在伊達氏的統轄下。天文11至17年（1542年－1548年）間發生天文之亂，此內鬥使得伊達稙宗被迫隱居，伊達晴宗則是繼承家督，且將居城從桑折西山城搬遷到米澤城。在伊達氏時期，開始擴增城下町
。

### 安土桃山時代、江戶時代
天正17年（1589年）舉兵對抗蘆名氏（摺上原之戰），並將其消滅，後將居城改為會津若松城，米津城城主由梁川宗清擔任城代，翌年豐臣秀吉推行奧州仕置，沒收攻佔取得的盧名氏領地，使得伊達氏又將居城搬回米澤城。
天正19年（1591年）政宗奉命改封至岩出山城，置賜郡納為會津地區，並由蒲生氏鄉管轄此域，米澤城城主則由蒲生鄉安擔任。鄉安在擔任城主期間整修城內的建築物，包括白子神社等，和實行檢地。
氏鄉死後，改由蒲生秀行繼承家督，於慶長3年（1598年）被奉命進駐至下野國宇都宮，會津改由上杉景勝治理，米澤城主由直江兼續任職。同5年（1600年）發生關原之戰，屬於西軍的景勝，領地本為120萬石被減封至30萬石，居城亦移封至米澤城，直到明治維新皆為上杉氏擔任米澤藩主。慶長3年，米澤城已有一重堀、本丸和二之丸，景勝當上城主後，開始修建門、塀、櫓和二之丸，並在同13年（1608年）新建三之丸。

### 近代
明治4年（1871年）因廢藩置縣政策而廢城，之後在明治7年（1874年）將城跡整備成「松岬公園」，並對外開放。
平成29年（2017年），被選為續日本100名城(109號)。

## 城主一覧
- 長井氏

- 伊達氏
  1. 伊達晴宗
  2. 伊達輝宗
  3. 伊達政宗

- 梁川氏
  1. 梁川宗清（日语：梁川宗清）

- 蒲生氏
  1. 蒲生郷安（日语：蒲生郷安）

- 直江氏
  1. 直江兼續

- 上杉氏（米澤藩主）
  1. 上杉景勝
  2. 上杉定勝
  3. 上杉綱勝（日语：上杉綱勝）
  4. 上杉綱憲（日语：上杉綱憲）
  5. 上杉吉憲（日语：上杉吉憲）
  6. 上杉宗憲（日语：上杉宗憲）
  7. 上杉宗房（日语：上杉宗房）
  8. 上杉重定（日语：上杉重定）
  9. 上杉治憲
  10. 上杉治廣（日语：上杉治広）
  11. 上杉齊定（日语：上杉斉定）
  12. 上杉齊憲（日语：上杉斉憲）
  13. 上杉茂憲

## 與米澤城相關的作品
- 獨眼龍政宗
- 天地人

## 備註
1. 1 2  平凡社地方資料センター (编). . 日本: 平凡社. 1988. ISBN 4582490093 （日语）.
2. ↑  竹井英文. . 日本: 吉川弘文館. 2020. ISBN 9784642068543 （日语）.

## 外部連結
- 「明和六年 米沢城下絵図」デジタルマップ （页面存档备份，存于）  ※明和6年（1769年）
- 上杉雪灯篭まつり （页面存档备份，存于）